# تاریخ میافارقین و آمد
تاریخ میافارقین و آمد، نوشتهٔ احمد بن یوسف بن ارزق فارقی، محدث، فقیه، مورخ، جغرافی‌دان و مؤلف تاریخ میافارقین و آمد است. ظاهراً این تنها اثر باقی مانده از ابن ارزق است که به تاریخ فارقی شهرت دارد. وی به خاطر عشق مفرطی که به تاریخ زادگاه خود میافارقین داشت، دست به چنین کاری زد و از این رهگذر تصویر تاریخی جغرافی ارزشمندی از بنیان‌گذاری این شهر تا سال ۵۷۲ در اختیار نسل‌های پس از خود گذشت. غرض اصلی از تألیف این کتاب، گزارش تاریخی، سیاسی و فرهنگی زادگاه مؤلف است. با این حال، ابن ارزق تاریخ خود را به میافارقین منحصر نکرده، بلکه از تاریخ، اوضاع سیاسی، فرهنگی و جغرافیایی بسیاری از ملل و بلاد و شهرهای مجاور و مشاهده‌های خود سخن به میان آورده‌است. تاریخ وی دائرةالمعارف گونه‌ای از فرهنگ و سیاست ادوار است. بی‌تردید محور گزارش‌های ابن ارزق، میافارقین است، ولی به مناسبات ارتباطی پاره‌ای از موضوعات تاریخی دیگر با شهر او پیدا می‌کنند، به ذکر آنها می‌پردازد.
ابن ارزق در تاریخ خود در ذیل سال‌های معاصر جنگ‌های صلیبی حوادث این جنگ‌ها را بررسی کرده و با شروع حکومت نجم‌الدین ایلغازی در میافارقین، تاریخ خود را به جنگ‌های صلیبی پیوند زده‌است، هرچند داده‌های تاریخی وی دربارهٔ جنگ‌های صلیبی به سرزمین‌های اسلامی بسیار کلی گزارش شده‌است اما آنچه که از گزارش‌های وی پیداست، منافع و توسعه‌طلبی حکمرانان مسلمان در این دوره پرمخاطره بر جنگ‌های صلیبی، ارجح است. وی بدون وابستگی به گروه یا فرد خاصی به بررسی حوادث مناطق مختلف از جمله حلد، دمشق، مصر و مغرب اسلامی دولت موحدون و گروه‌های مختلف چون ترکمانان که در این دوره به عنوان یکی از نیروهای فعال منطقه حضور داشتند و نیز اسماعیلیان پرداخته و به‌طور پراکنده حوادث این جنگ‌ها تا پیروزی صلاح‌الدین را مورد توجه قرار داده‌است. هرچند تاریخ‌نگاری وی توصیفی بوده و عاری از هرگونه نقد و بررسی است اما نثری روان دارد. یکی از نکات بارز در این کتاب، حساسیت مورخ نسبت به زلزله‌ها و ویرانی‌های حاصل از این حادثه است.